# 中国国家超级计算中心

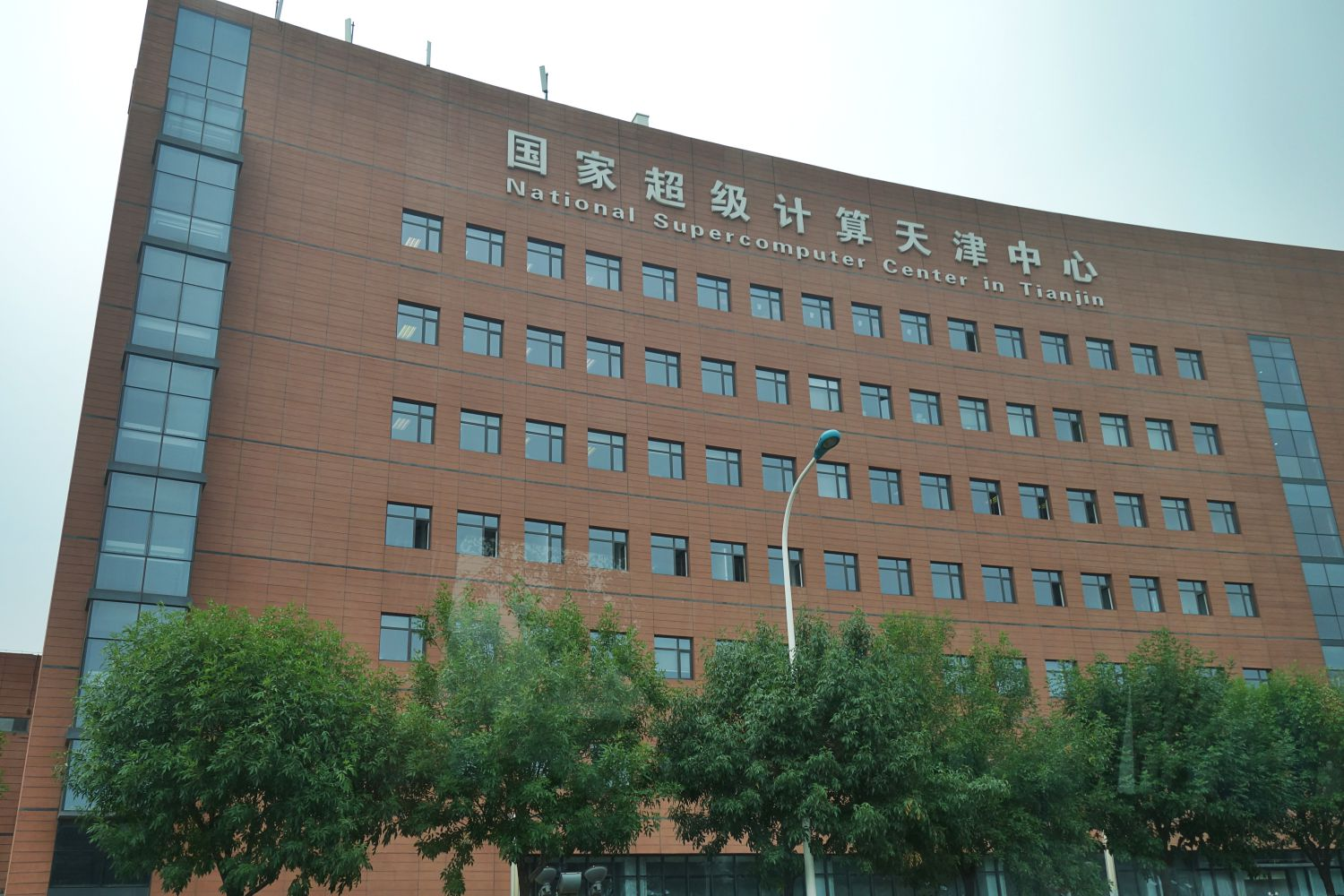
位于天津滨海新区的国家超级计算天津中心

中国国家超级计算中心，是指由中国兴建、部署有千万亿次高效能计算机的超级计算中心。2006年，中华人民共和国国务院颁布的《国家中长期科学和技术发展规划纲要（2006-2020）》明确提出要掌握千万亿次高效能计算机研制的关键技术，并将“高效能计算机及网格服务环境”列为“十一五”期间”863重大课题。截至2020年11月，中国共兴建了7座超算中心，其中国家超级计算天津中心、长沙中心、济南中心、广州中心、无锡中心、郑州中心由国家科技部牵头，深圳中心由中国科学院牵头；而天津中心的天河一号和广州中心的天河二号在投用时均为世界最快的超级计算机。。郑州中心于2019年5月批准筹建。

## 背景
2006年2月9日，中华人民共和国国务院颁布的《国家中长期科学和技术发展规划纲要（2006-2020）》中提出将千万亿次高效能计算机研制列入优先主题：重点开发具有先进概念的计算方法和理论，发展以新概念为基础的、具有每秒千万亿次以上浮点运算能力和高效可信的超级计算机系统、新一代服务器系统，开发新体系结构、海量存储、系统容错等关键技术。
2009年6月，天津滨海新区与国防科技大学签署合作协议，确定在天津经济技术开发区共建国家超级计算天津中心，研制千万亿次超级计算机，建设大规模集成电路设计中心和基础软件工程中心及产业化基地。天津中心是中国首个国家超级计算中心，部署天河一号超级计算机，天河一号在投用时是世界最快的超级计算机。

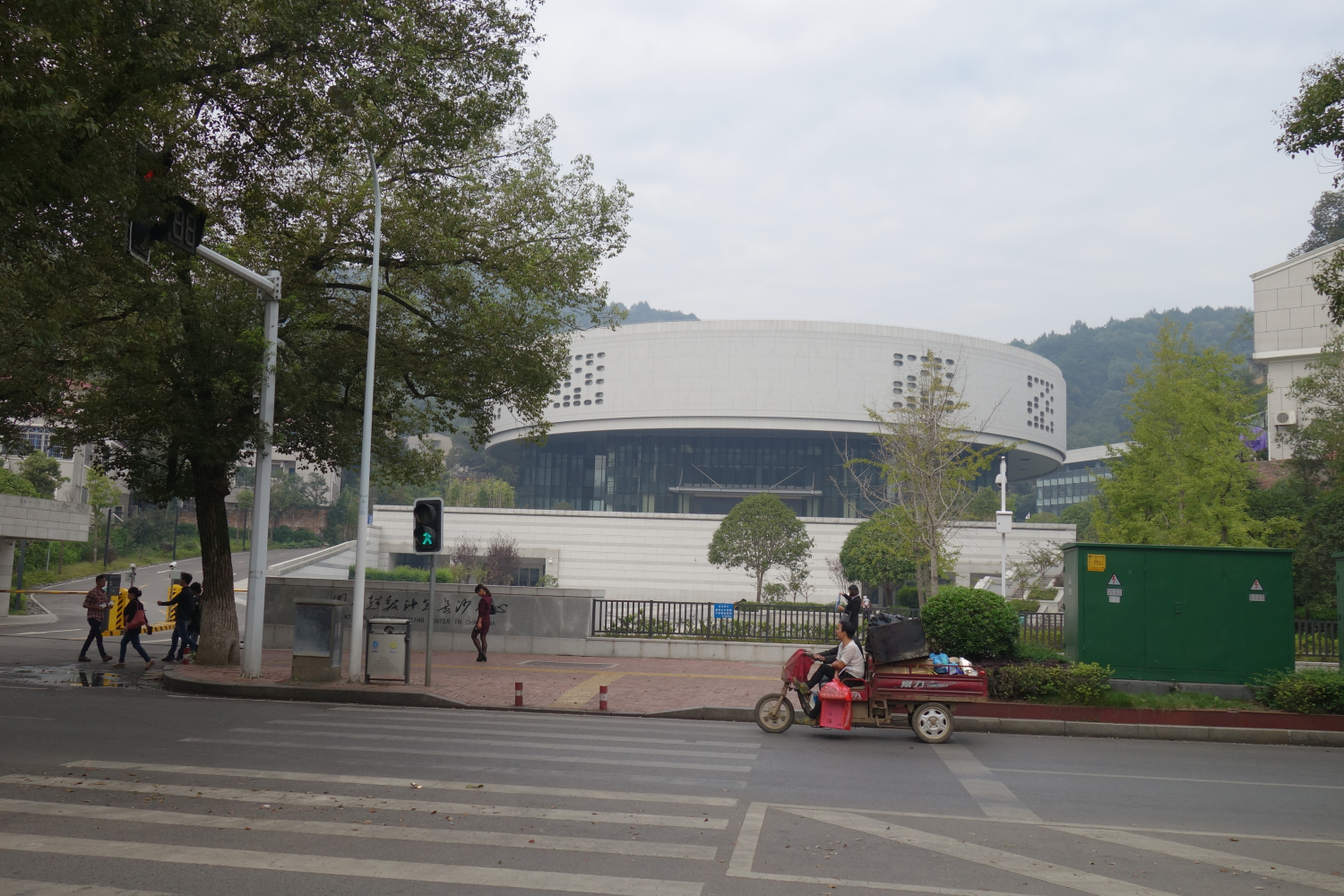
位于长沙岳麓山的国家超级计算长沙中心

2009年11月，中国科学院和深圳市政府宣布在深圳大学城建设“国家超级计算深圳中心”。
2010年11月，位于湖南大学内的国家超级计算长沙中心奠基，部署天河一号超级计算机。
2011年10月，国家超级计算济南中心在济南正式揭牌，部署有国产芯片的超级计算机。
2013年下半年，位于中山大学内的国家超级计算广州中心正式投入使用，部署的天河二号超级计算机在2013年6月成为世界最快的超级计算机，该记录一直保持至2016年6月。

## 应用领域
中国国家超级计算中心的超级计算机可用于公共管理、金融经济、高新科技研发等多个领域。国家超级计算中心可以为天气预报、防灾减灾、动漫和影视渲染等提供技术支持，还可用于航天航空遥感、石油勘探的数据处理，以及材料、医药、装备设计与仿真等方面。
中國國家超級計算中心的部份分支機構現已投入半商業化進程，企業以及個人均可申請使用，有類VPS的服務形式。